# Грин Три (Пенсилванија)
Грин Три (енгл. Green Tree) град је у америчкој савезној држави Пенсилванија.

## Демографија
По попису из 2010. године број становника је 4.432, што је 287 (-6,1%) становника мање него 2000. године.
| Група             | 2000.         | 2010.         |
| Белци             | 4.516 (95,7%) | 4.156 (93,8%) |
| Афроамериканци    | 25 (0,5%)     | 78 (1,8%)     |
| Азијати           | 92 (1,9%)     | 112 (2,5%)    |
| Хиспаноамериканци | 31 (0,7%)     | 51 (1,2%)     |
| Укупно            | 4.719         | 4.432         |